# 莫豪
莫豪（匈牙利語：Moha，匈牙利語發音：[ˈmoɦɒ]）是匈牙利费耶尔州所辖的一个村。总面积9.88平方公里，总人口533，人口密度53.9人/平方公里（2011年1月1日）。